# 范妮·罗森菲尔德
范妮·罗森菲尔德（英語：Fanny Rosenfeld，1904年12月28日—1969年11月14日），加拿大女子田径运动员。她曾代表加拿大参加1928年夏季奥林匹克运动会田径比赛，获得一枚金牌和一枚银牌。